# Комбінована проба Летунова
Комбінована проба Летунова — функціональна проба для оцінки відновних процесів серцево-судинної системи при навантаженні.

## Процедура проведення проби
Проба складається з 3-х послідовних різноманітних навантажень, які чергуються з інтервалами відпочинку. 
- Перше навантаження – 20 присідань (використовується як розминка).
- Друге – біг на місці протягом 15 сек. з максимальною інтенсивністю (навантаження на швидкість).
- Третє – біг на місці протягом 3-х хв. в темпі 180 кроків за 1 хв. (навантаження на витривалість).

Тривалість відпочинку після першого навантаження, протягом якого вимірюють ЧСС та АТ, становить 2 хв., після другого – 4 хв. і після третього - 5 хв.
Таким чином, дана функціональна проба дозволяє оцінити пристосування організму до фізичних навантажень різноманітного характеру і різноманітної інтенсивності.
Оцінка результатів вищенаведених проб здійснюється шляхом вивчення  типів 
реакції серцево-судинної системи  на фізичне навантаження. Виділяють 5 основних типів реакції серцево-судинної системи: 
- нормотонічний,
- гіпотонічний,
- гіпертонічний,
- дістонічний,
- східчастий.